# اولسموبيل ارورا
كانت Oldsmobile Aurora سيارة سيدان رائدة صنعتها Oldsmobile من 1994 إلى 2003. كانت سيارة سيدان رياضية فاخرة أنتجت في جيلين، جنبا إلى جنب مع بويك ريفييرا ذات البابين، نشأت منصة G المشتقة من كاديلاك.
تم تشغيل Aurora بواسطة كاميرا رباعية، 32 صمام 4.0 L V8 تحل محل Oldsmobile Toronado coupe وفي النهاية Oldsmobile 98 و LSS و Regency في التشكيلة. عرضت أورورا كلا من V8-ونسخة تعمل بالطاقة V6 في عامي 2001 و 2002 لكنها عادت إلى كونها V8-فقط في عام 2003. وقد تم تجهيزه بناقل حركة أوتوماتيكي بأربع سرعات مع تحويل خوارزمية الأداء.

## مقدمة
منذ أواخر 1980s ، كانت جنرال موتورز تريد سيارة جديدة لتجديد Oldsmobile ؛ وبالتالي تم تطوير أورورا. من الناحية الأسلوبية، استندت Oldsmobile Aurora إلى سيارة مفهوم أنبوب Oldsmobile 1989، واعتمدت ميكانيكيا نسخة من محرك كاديلاك Northstar 4.6-liter v-8.
بحلول الوقت الذي تم فيه إصدار Aurora ، كان Oldsmobile في حاجة إلى العودة حيث انخفضت المبيعات السنوية من مستوى قياسي بلغ 1,066,122 في 1985 إلى 402,936 فقط في 1993. كانت أولدزموبيل تتنافس على المشترين ضد الواردات اليابانية الفاخرة من أكورا وإنفينيتي ولكزس الذين قدموا منتجات مماثلة ولكن استفادوا من المتانة المكتسبة والسمعة الموثوقية. كرمز لكسر نظيفة من السيارات الأخرى في تشكيلة الفريق، أورورا تحمل أي شارات Oldsmobile أو النصي حفظ لسطح السفينة راديو cd-كاسيت وغطاء المحرك. بدلا من ذلك، تم استخدام شعار جديد يتكون من a منمق، ينذر بإعادة تصميم مماثلة لشعار «صاروخ» شركة أولدزموبيل لعام 1997.
مع أورورا، حاول أولدزموبيل ركوب الثناء على السيارة من خلال إطلاق نماذج أخرى اقترضت إشارات التصميم من أورورا مثل دسيسة متوسطة الحجم وأليرو المدمجة. تم تحديث شعار Oldsmobile "rocket"ليكون أكثر انسجاما مع شعار Aurora.

## وضع المفاهيم
بدأ العمل في وقت مبكر تصميم على ما يمكن أن تصبح أورورا في وقت مبكر من أواخر 1980s وتجلى مع مفهوم الهندسة 1989 المعروفة باسم سيارة أنبوب أولدزموبيل التي صممها برعم تشاندلر. إلى جانب الشكل العام المماثل، ظهرت سيارة الأنبوب العديد من العناصر التفصيلية التي تم العثور عليها لاحقا في سيارة الإنتاج، بما في ذلك مصباح خلفي كامل العرض، وزجاج خلفي ملفوف، ونوافذ بدون إطار. على عكس سيارة الإنتاج في نهاية المطاف، كانت سيارة الأنبوب ذات تصميم صلب بلا أعمدة مع أبواب انتحارية. تم التوقيع على تصميم الإنتاج النهائي في يوليو 1989، الذي تم تعيينه في الأصل لبدء الإنتاج في عام 1992.
مع أورورا، حاول أولدزموبيل ركوب الثناء على السيارة من خلال إطلاق نماذج أخرى اقترضت إشارات التصميم من أورورا مثل دسيسة متوسطة الحجم وأليرو المدمجة. تم تحديث شعار Oldsmobile "rocket"ليكون أكثر انسجاما مع شعار Aurora.

## الجيل الأول (1995-1999)
بعد الكثير من البحث والتطوير، دخلت Aurora الإنتاج في 24 يناير 1994، وتم إصدارها للعام النموذجي 1995. واستضافت عددا من الميزات القياسية الفاخرة والمتقدمة من الناحية التكنولوجية بما في ذلك التحكم في المناخ ثنائي المنطقة، وسائد هوائية للسائق والراكب الأمامي، وأسطح جلوس جلدية، ولمسات داخلية حقيقية من خشب الجوز، ونظام صوت بستة مكبرات صوت مع كاسيت cd مدمج، ومقاعد أمامية قابلة للتعديل بثمانية اتجاهات مع ذاكرة ذات وضعين.[6] كان الكمبيوتر الموجود على متن الطائرة يعرض التاريخ واستهلاك الغاز الحالي والمعلومات الأخرى قياسيا أيضا، وتم تركيبه في وسط لوحة القيادة، فوق راديو المصنع وضوابط المناخ. لم يكن هناك سوى عدد قليل من الخيارات المتاحة على Aurora بما في ذلك فتحة سقف الطاقة، ونظام صوت bose Acoustimass premium amplified ، والمقاعد الأمامية المدفأة، وحزمة Autobahn.
كما جاء Aurora قياسيا مع محرك Oldsmobile 4.0 L (244 cu in) l47 V8 ، وهو محرك DOHC يعتمد على محرك كاديلاك 4.6 L Northstar V8. كان محرك Northstar و 4T80-E حصريا لكاديلاك قبل أورورا. وضعت L47 250 حصان (186 كيلو واط) في 5600 دورة في الدقيقة وعزم دوران 260 رطل قدم (353 نيوتن متر) عند 4400 دورة في الدقيقة. استخدم Aurora ناقل حركة أوتوماتيكي بأربع سرعات مع أوضاع تحويل «عادي» و «طاقة» قابلة للتحديد. تم استخدام نسخة معدلة للغاية من هذا المحرك بقوة 650 حصان (485 كيلو واط) من قبل قسم سباقات جنرال موتورز في البداية لمسابقة Indy Racing League و IMSA بدءا من عام 1995 مع برنامج Aurora GTS-1 racing المدعوم من جنرال موتورز، ثم تم استخدامه لاحقا في برنامج كاديلاك نورثستار LMP في عام 2000. احتفظ كلا المحركين بسعة 4.0 لتر، لكن إصدار Northstar LMP كان مزودا بشاحن توربيني مزدوج. وكان أورورا معامل السحب من 0.32.
كان أورورا يحظى بتقدير كبير في ذلك الوقت لمحركها المكرر، وجودة البناء الممتازة، وركوب متوازن، والسلامة الهيكلية. خلال اختبارات سحق إلى فشل العادية التي تقوم بها شركات صناعة السيارات لتقييم صلابة الالتواء الجسم، والبناء أونيبودي أورورا كسر آلة اختبار جنرال موتورز. كان لا بد من استخدام كسارة الإطار المستخدمة بخلاف ذلك لاختبار إطارات الشاحنات الأقوى بدلا من ذلك، مع تجاوز السيارة للمعايير الفيدرالية لسيارات الركاب مرتين.
تم بناء جميع الشفق الجيل الأول في بحيرة أوريون ، ميشيغان، جنبا إلى جنب مع بويك ليسابر، بويك بارك أفينيو، بويك ريفييرا، أولدزموبيل 88، أولدزموبيل 98 وبونتياك بونفيل.

### تحديثات سنوية

#### 1996
بالنسبة إلى 1996، أجرت Oldsmobile بعض المراجعات الطفيفة على Aurora بما في ذلك الزجاج الخلفي الجديد الذي يحتوي على تشويه أقل من الطرز السابقة. وتشمل المراجعات الأخرى أضواء النهار تشغيل وأنظمة التشخيص OBD II المتوافقة على متن الطائرة، التغيير والتبديل في التحكم في المناخ وإنذار السلامة، كان نظام دخول بدون مفتاح منقح مع ميزات جديدة وتم توسيع القائمة القصيرة للمعدات الاختيارية لتشمل عجلات الكروم وحزمة تقليم الذهب. كانت طرازات 1996- ' 99 تحتوي أيضا على أزرار تبديل درجة حرارة الراكب في الجزء الأيمن الأوسط من لوحات العدادات التي تم استبدالها بأزرار إعادة تدوير الهواء.

#### 1997
كانت هناك تغييرات طفيفة في أورورا في عام 1997. أبرز مشغل CD جديد في اندفاعة لنظام الصوت بوس التحسينات. ميزة أخرى جديدة كانت مرآة خارجية لليمين قابلة للإمالة تعزز رؤية السائق للأجسام القريبة، كلما تم وضع المحول في الاتجاه المعاكس. تم إعادة تدوير الجانب السفلي من مقابض الأبواب قليلا لتقليل أصابع الانزلاق عند سحب المقابض. تم نقل أزرار تحرير حزام الأمان من وجه الإبزيم إلى النهاية لتحسين الراحة. تمت إضافة بوصلة إلكترونية إلى مرآة الرؤية الخلفية الداخلية. جاءت الفرامل الأمامية الأكبر مع أذرع التحكم الأمامية المصنوعة من الألومنيوم المصبوب ومفاصل التوجيه. تم تغيير التجمع منفضة سجائر الخلفي من وجه انقر قفل لوجه سحب ما يصل. وأخيرا، تم تغيير غطاء الإطارات الاحتياطية ومجموعة مهد جاك من المقبس والغطاء الذي يتم تثبيته إلى واحد حيث جلس جاك في «دلو» بلاستيكي داخل الفراغ مع وضع الغطاء ببساطة في الأعلى. في بعض 1997s متواضعة" Oldsmobile " شارة عاد إلى الزاوية اليمنى الخلفية للسيارة جنبا إلى جنب مع اسم أورورا.

#### 1998
كان لنموذج 1998 بعض التغييرات الطفيفة في ضبط المكابح والتعليق والتوجيه والانبعاثات. تصميم ذراع تحكم أمامي جديد مع جلبة هيدروليكية أمامية ومفصل كروي محور خلفي لتعزيز نعومة الركوب وعزل أفضل عن ضوضاء الطريق والاهتزاز. تضاف الينابيع الارتدادية الداخلية إلى الدعامات الأمامية لتحسين التحكم في حركة الجسم وتقليل التصادم. زيادة السفر بالعجلات (3 مم) ومصدات jounce المعاد تصميمها للحصول على شعور أكثر نعومة عند السفر الكامل. يتصاعد مهد مقياس التحمل المزدوج لتحسين العزلة. الصمامات الممتازة والتخميد في الدعامات الأمامية والخلفية لتحسين أعلى في المعايرة. كانت هناك أجهزة استشعار عجلة أكثر دقة لتحسين تشغيل ABS. معايرة توجيه جديدة لمزيد من الشعور في المركز وتقليل جهد وقوف السيارات.
يستخدم نظام OnStar الاختياري سابقا من GM ، القياسي لهذا العام، زرا مخصصا على الهاتف الخلوي مما يجعل السائقين على اتصال بمركز معلومات يمكنه تزويدهم بالمساعدة الطارئة. لا يستخدم النظام أي أجهزة إرسال لتحديد موقع السيارة وتوفير معلومات الطريق إلى أي وجهة.
كانت جميع التغييرات التي تم إجراؤها على Aurora لعام 1998 تهدف إلى تحسين ما كان بالفعل نظام تعليق يحظى بتقدير كبير.

#### 1999
في العام الماضي للجيل الأول أورورا؛ وشملت التغييرات لعام 1999 حوامل محرك إضافية لتحسين استقرار المحرك.
انتهى الإنتاج لهذا الجيل في 25 يونيو 1999.[11] لم يتم إنتاج نماذج 2000.

## الجيل الثاني (2001-2003)
كانت نية Oldsmobile الأصلية للجيل الثاني هي نقل Aurora إلى مزيد من الترف، مع الاحتفاظ بسلاسل الدفع V8 فقط ومشاركة منصة مع Buick Riviera الجديدة، كما فعلت Aurora الأصلية. كان هذا من شأنه أن يخلق مساحة أكبر داخل تشكيلة Oldsmobile لخليفة من أربعة أبواب ثمانية وثمانين يعرف باسم "Antares".[بحاجة لمصدر] ومع ذلك، انخفض بويك خطط التنمية ريفييرا كما وجدت مشكلة مالية Oldsmobile ، لذلك اضطر تقسيم لإعادة هندسة قلب العقرب إلى أورورا مقبولة في وقت قصير.[بحاجة لمصدر] لا تزال تستخدم تصميم G-body ، كانت Aurora المعاد تصميمها هي النتيجة، ولكنها احتفظت بـ 4.0 V8 Northstar التي لا تزال مثبتة على ناقل حركة أوتوماتيكي 4T80-E.
كما عرضت Oldsmobile محرك V6 في أورورا لأول مرة. كان V6 في السؤال LX5, علاقة خفض dohc أورورا V8, يطلق عليها اسم " Shortstar."[بحاجة لمصدر] تم إنتاج أورورا التي تعمل بالطاقة V6 لسنوات نموذج 2001 و 2002 فقط، مع توقف الإنتاج في منتصف عام 2002.
هذه أورورا، على الرغم من أنها لا تزال سيارة سيدان فاخرة تنافسية، لم تجذب الانتباه، ولا المبيعات التي قام بها الأصلي. يمكن إلقاء اللوم على هذا لعدة أسباب. الأهم من ذلك كله هو أن أورورا الجديدة طغت عليها إعلان جنرال موتورز في ديسمبر 2000 بأن علامة Oldsmobile سيتم التخلص منها على مدى السنوات القليلة المقبلة. على الرغم من أنها لا تزال تحتفظ بتصميمها الفريد، إلا أنها تشارك الآن أيضا إشارات التصميم مع سيارات Oldsmobiles الأخرى. كان الجيل الثاني أورورا حوالي ست بوصات أقصر مما كان عليه الجيل الأول. كتبت مجلة Automobile أن «مظهر Aurora الجديد ليس حسيا أو أنيقا تماما مثل النموذج الصادر»، لكن مراجعة Auto Channel قالت: «كان أفضل من كل النواحي.»
ذهب الجيل الثاني أورورا إلى الإنتاج في 1 نوفمبر 1999، [11] وذهب للبيع في فبراير 2000[13] كنموذج عام 2001. توالت الشفق الماضي v6 بالطاقة قبالة خط التجميع في 21 يونيو 2002. انتهت 500 الشفق النهائي الإنتاج في 28 مارس 2003.[14] كانت هذه جميعها بلون بورجوندي خاص (يسمى "Dark Cherry Metallic")، وكان لها عجلات كروم خاصة، و "Final 500" badging. قام مصنع أوريون بولاية ميشيغان ببناء ما مجموعه 71,722 من الشفق من الجيل الثاني؛[بحاجة لمصدر] 53,640 في عام 2001، و 10,865 في عام 2002، و 7,217 في عام 2003.

### المعدات القياسية والاختيارية
الجيل الثاني (2001-2003) Oldsmobile Aurora جاء مجهزا بشكل جيد للغاية من المصنع، كما كان متوقعا من سيارة فاخرة. تضمنت الميزات القياسية في Aurora الدخول بدون مفتاح، والتنبيه الأمني، وأسطح الجلوس الفاخرة المزينة بالجلد مع تعديلات الطاقة لمقعد السائق، وستيريو AM-FM مع نظام بيانات الراديو (RDS) وكاسيت ومشغلات أقراص CD أحادية القرص، ونظام صوت بستة مكبرات صوت، وإدراج لوحة باب جلدية، وتقليم داخلي خشبي، والتحكم التلقائي في المناخ، ونظام OnStar في السيارة telematics (مقدمة لاحقا)، والتحكم في المناخ والراديو المثبت على عجلة القيادة، وعجلة قيادة ملفوفة بالجلد، وإطلاق صندوق الطاقة من جهاز التحكم عن بعد، مركز معلومات السائق متعدد الوظائف مثبت فوق راديو المصنع وضوابط المناخ، ومقعد المقعد الخلفي مع مسند ذراع مركز قابل للطي، وعجلات معدنية فاخرة، وإطارات وعجلة احتياطية، ورأس أمامي أوتوماتيكي ومصابيح ضباب، ومحرك V6 سعة 3.5 لتر، وناقل حركة أوتوماتيكي 4 سرعات، ودفع أمامي (FWD)، وسائد هوائية SRS أمامية وجانبية.
كانت معظم المعدات قياسية في Aurora ، مع بعض الخيارات الإضافية التي تضمنت حزمة ذاكرة السائق مع مقعد السائق الأمامي والذاكرة للإعدادات المسبقة للراديو، ومقاعد دلو أمامية مزدوجة مدفأة، ونظام صوت ممتاز مع مكبر صوت خارجي من Bose ، وفتحة سقف قابلة للإمالة والانزلاق، وعجلات من سبائك الكروم، وحزمة شعار ذهبي لشعارات Oldsmobile الأمامية والخلفية، وشعار Aurora ، وشعارات 3.5 أو 4.0، ومحرك 4.0 L Northstar V8 (أصبح هذا المحرك معدات قياسية في عام 2003 للسنة الأخيرة من إنتاج Aurora). وابتداء من عام 2002، أصبح نظام ملاحة قائم على الأقراص المضغوطة يعمل بالصوت. تكريما للأيام الماضية، تم تصنيع أغطية المحور البلاستيكية على عجلات 17 المستخدمة في الجيل الثاني من الشفق V8 (باستثناء" Final 500 " التي استخدمت عجلات كاديلاك المعدلة) مع رقم القالب 442.

## المحركات
2001-2002 * LX5 3.5 L (212 in3) V6 ، 215 حصان (160 كيلوواط) @ 5600 دورة في الدقيقة، 234 رطل قدم (317 نيوتن متر) عزم الدوران @ 4400 دورة في الدقيقة.[15]
2001-2003 * L47 4.0 L (244 in3) V8 ، 250 حصان (186 كيلوواط) @ 5600 دورة في الدقيقة، 260 رطل قدم (353 نيوتن متر) عزم الدوران @ 4400 دورة في الدقيقة.

## سيارة بيس
كانت أورورا سيارة pace الرسمية لـ 1997 و 2000 Indianapolis 500. في بداية السباق في عام 1997، تم قيادة سيارة pace من قبل الحائز على جائزة إندي 500 ثلاث مرات جوني رذرفورد. في بداية سباق 2000، كان يقود سيارة pace الممثل أنتوني إدواردز. كانت هذه السيارات هي المرة التاسعة والعاشرة التي يسير فيها أولدزموبيل في سباق إنديانابوليس 500.